# Vũ Quang Bảo
Vũ Quang Bảo (biệt danh Bảo "khoằm", sinh năm 1955 tại Nghệ An) là huấn luyện viên từng dẫn dắt các đội bóng Quân khu 4, Navibank Sài Gòn, XSKT Cần Thơ, XSKT Lâm Đồng, Thanh Hóa.

## Qua đời
Ông qua đời vào rạng sáng ngày 8 tháng 2 năm 2024 (tức 29 Tết Nguyên Đán Giáp Thìn) tại nhà riêng ở xã Thái Hoà, Nghệ An do bị nhồi máu cơ tim.

## Thành tích huấn luyện viên
Với Quân khu 4
- Vô địch 2008.

Với QNK Quảng Nam
- Vô địch 2013